# Лесли (Мичиген)
Лесли (Мичиген) (енгл. Leslie) град је у америчкој савезној држави Мичиген. По попису становништва из 2010. у њему је живело 1.851 становника.

## Демографија
Према попису становништва из 2010. у граду је живело 1.851 становника, што је 193 (9,4%) становника мање него 2000. године.
| Група             | 2000.         | 2010.         |
| Белци             | 1.925 (94,2%) | 1.748 (94,4%) |
| Афроамериканци    | 8 (0,4%)      | 17 (0,9%)     |
| Азијати           | 14 (0,7%)     | 10 (0,5%)     |
| Хиспаноамериканци | 69 (3,4%)     | 48 (2,6%)     |
| Укупно            | 2.044         | 1.851         |